# سیدی علی بن عون
سیدی علی بن عون (به عربی: سیدی علی بن عون) یک منطقهٔ مسکونی در تونس است که در استان سیدی بوزید واقع شده‌است. سیدی علی بن عون ۹٬۲۹۷ نفر جمعیت دارد.